# Hormiphora punctata
Hormiphora punctata är en kammanetart som beskrevs av Moser 1909. Hormiphora punctata ingår i släktet Hormiphora och familjen Pleurobrachiidae. Inga underarter finns listade i Catalogue of Life.